# DRV-Supercup
Der Supercup des Deutschen Rugby-Verbandes wurde in den Jahren 1997 bis 2000 vier Mal zwischen dem Meister und dem Pokalsieger des Vorjahres ausgespielt. Heimrecht hatte jeweils der Meister.

## Supercup-Spiele und -gewinner
| Jahr                                                                                | Austragung   | Ort      | Endspiel                                        | Ergebnis |
| ----------------------------------------------------------------------------------- | ------------ | -------- | ----------------------------------------------- | -------- |
| 1996                                                                                | 13.06.1997   | Hannover | TSV Victoria Linden (M) – DSV 1878 Hannover (P) | 22:0     |
| 1998                                                                                | 21.10.1998   | Hannover | DRC Hannover (M) – DSV 1878 Hannover (P)        | 22:5     |
| 1999                                                                                | 27.05.2000 a | Hannover | DRC Hannover (M) – SC Neuenheim 1902 (P)        | 21:14    |
| a Das Bundesligaspiel beider Mannschaften wurde gleichzeitig als Supercup gewertet! |              |          |                                                 |          |